# باشگاه فوتبال وولگار آستراخان
باشگاه فوتبال وولگار آستراخان (روسی: Футбольный Клуб "Волгарь") یک باشگاه فوتبال در شهر آستراخان کشور روسیه است. این باشگاه در لیگ حرفه‌ای فوتبال روسیه بازی می‌کند. این باشگاه در سال ۱۹۲۵ تأسیس شده‌است. ورزشگاه مرکزی محل برگزاری بازی‌های خانگی این باشگاه است.